# La Cité de pierre
La Cité de pierre (titre original : The Stone City) est le titre d'une nouvelle de George R. R. Martin, parue pour la première fois en février 1977 dans l'anthologie New Voices in Science Fiction .
La nouvelle n'a été traduite et publiée en français qu'en juillet 2003 dans la revue Bifrost parue aux éditions Le Bélial'. Elle est incluse par la suite dans le recueil original Les Rois des sables (Sandkings), regroupant sept histoires de Martin, publié en décembre 1981 mais traduit en français qu'en novembre 2007.

## Distinction
- La nouvelle a été nommée pour le prix Nebula de la meilleure nouvelle longue 1977.